# Imelda (Zamboanga Sibugay)
Imelda is een gemeente in de Filipijnse provincie Zamboanga Sibugay op het eiland Mindanao. Bij de laatste census in 2007 had de gemeente bijna 25 duizend inwoners.

## Geografie

### Bestuurlijke indeling
Imelda is onderverdeeld in de volgende 18 barangays:
| - Balugo - Balungisan - Baluyan - Cana-an - Dumpoc - Gandiangan - Israel - La Victoria - Little Baguio | - Lower Baluran - Lumbog - Lumpanac - Mali Little Baguio - Poblacion - Pulawan - San Jose - Santa Barbara - Upper Baluran |

## Demografie
Imelda had bij de census van 2007 een inwoneraantal van 24.787 mensen. Dit zijn 3.253 mensen (15,1%) meer dan bij de vorige census van 2000. De gemiddelde jaarlijkse groei komt daarmee uit op 1,96%, hetgeen lager is dan het landelijk jaarlijks gemiddelde over deze periode (2,04%). Vergeleken met de census van 1995 is het aantal mensen met 2.027 (8,9%) toegenomen.

De bevolkingsdichtheid van Imelda was ten tijde van de laatste census, met 24.787 inwoners op 85,12 km², 291,2 mensen per km².